# Unevine
Unevine este un sat din comuna Bijelo Polje, Muntenegru. Conform datelor de la recensământul din 2003, localitatea are 282 de locuitori (la recensământul din 1991 erau 294 de locuitori).

## Demografie
În satul Unevine locuiesc 209 persoane adulte, iar vârsta medie a populației este de 35,4 de ani (34,7 la bărbați și 36,1 la femei). În localitate sunt 68 de gospodării, iar numărul mediu de membri în gospodărie este de 4,15.
Această localitate este populată majoritar de sârbi (conform recensământului din 2003).
|  |

| Demografie | Demografie | Demografie |
| An         | Locuitori  | Locuitori  |
| ---------- | ---------- | ---------- |
|            |            |            |
|            |            |            |
|            |            |            |
|            |            |            |
| 1948       | 210        |            |
| 1953       | 223        |            |
| 1961       | 208        |            |
| 1971       | 257        |            |
| 1981       | 289        |            |
| 1991       | 294        | 294        |
| 2003       | 284        | 282        |

| \| Componența etnică conform recensământului din 2003[2] \| Componența etnică conform recensământului din 2003[2] \| Componența etnică conform recensământului din 2003[2] \| Componența etnică conform recensământului din 2003[2] \| Componența etnică conform recensământului din 2003[2] \| \| ----------------------------------------------------- \| ----------------------------------------------------- \| ----------------------------------------------------- \| ----------------------------------------------------- \| ----------------------------------------------------- \| \| \| \| \| \| \| \| Sârbi \| Sârbi \| \| 196 \| 69,5% \| \| Muntenegreni \| Muntenegreni \| \| 71 \| 25,17% \| \| Musulmani \| Musulmani \| \| 6 \| 2,12% \| \| necunoscută \| necunoscută \| \| 0 \| 0% \| |              |  |     |        |
| Componența etnică conform recensământului din 2003 |              |  |     |        |
| |              |  |     |        |
| Sârbi | Sârbi        |  | 196 | 69,5%  |
| Muntenegreni | Muntenegreni |  | 71  | 25,17% |
| Musulmani | Musulmani    |  | 6   | 2,12%  |
| necunoscută | necunoscută  |  | 0   | 0%     |